# Герхард фон Берг
Герхард фон Берге или фон Берг, также известный как Герхард Шальксбергский (нем. Gerhard vom Berge; XIV в. — 15 ноября 1398) ) — князь-епископ Вердена с 1363 по 1365 г., князь-епископ Хильдесхайма с 1365 по 15 ноября 1398 г.

## Биография
Представитель проживавшего в Миндене семьи фон Берге, до 1397 г. обладавшее правами фогтов на епископство Минден.
Он был регентом, а затем деканом Минденского собора.
В 1367 году, после победы в битве при Динкларе против герцога Брауншвейг-Люнебурга Магнуса I, Герхард построил внушительный дворец в Бург-Поппенбурге и картезианский монастырь в 1388 году.
Герхард был вовлечен в войну за Люнебургское наследство (1371—1388), в результате которой Вельфы были вынуждены в 1380 году уступить ему замок Колдинген. Под его руководством крепость, расположенная на левом берегу реки Лайне, стала резиденцией недавно созданного одноимённого амта на территории епископства.